# 神戸市立御影幼稚園
神戸市立御影幼稚園（こうべしりつみかげようちえん）は兵庫県神戸市東灘区御影石町3丁目13-1にある公立幼稚園。

## 歴史
明治25年（1892年）10月に私立御影幼稚園として創立した東灘区内最古の幼稚園で、明治30年（1897年）4月から御影町立となった。
創立の母体となった御影教育義会は嘉納治五郎の発案で結成された組織で、会の事業項目の中に幼稚園の設立が挙げられていた。そして、この会は町内の酒造家などの寄付金により町の教育を充実させていこうとするものであり、町政と密接な関係な関係にあったため、町立となった後明治41年（1908年）までの11年間は当時の町長が園長を兼務した。
元々は御影尋常小学校の校舎を襲用していたが、大正4年（1915年）に老朽化から町会にて改築が満場一致で議決。同年度より三年間の継続事業で、敷地総計576坪、総工費5400円の工事が行われた。うち篤志家の寄付金が約5300円あり、その他備品も寄付により相当の充実をみた。
園児増加のため運動場として園舎北側272坪を借り入れたが、狭長な土地が利用し難いという理由で昭和9年（1934年）3月末に返還している。同年保育修了園児数が3,500名余に達する。
第二次世界大戦の時、昭和20年（1945年）6月の空襲で園舎が全焼し廃園となったが、昭和22年（1947年）6月には御影公会堂で保育を再開した。創立100周年はこの2年間の為に2年鯖読まれ、平成6年（1994年）に迎えている。

## 参考資料
- 『御影町誌』御影町役場、1936年。
- 原田 健 編『東灘区25年』東灘区役所、1976年。